# Przewody Müllera

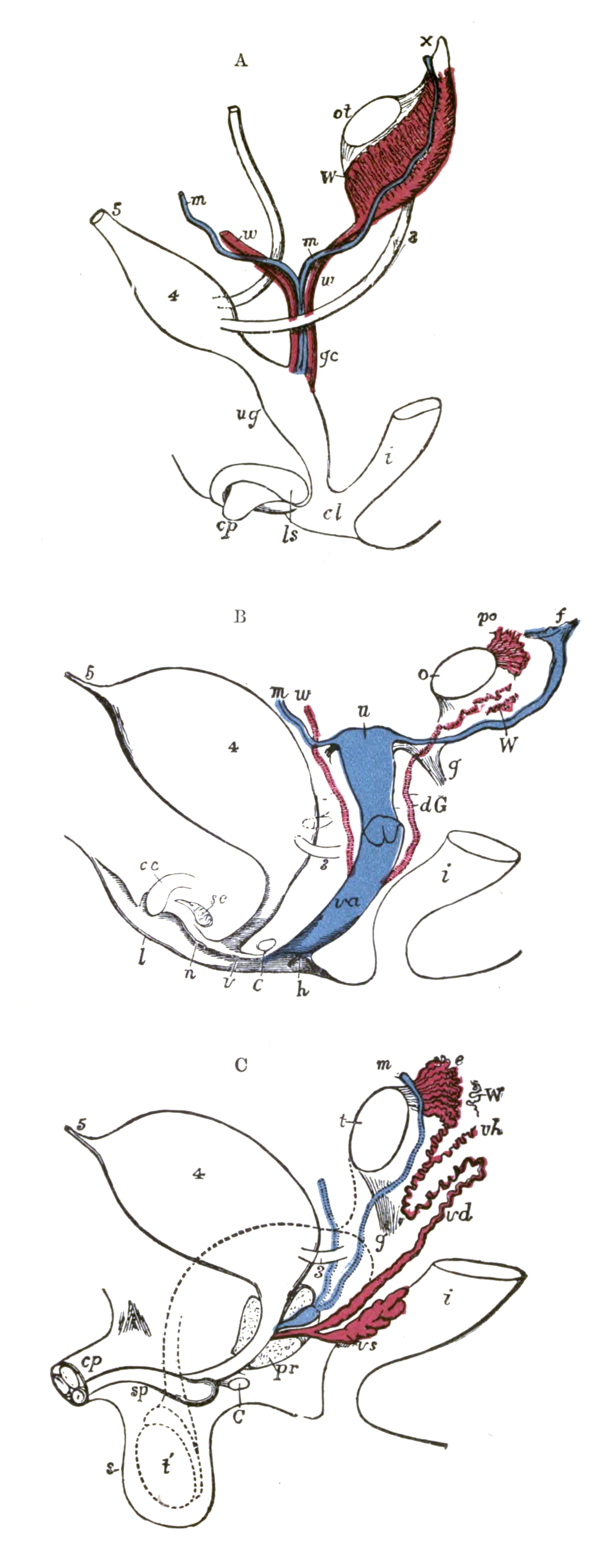
Schemat przedstawiający przewody przyśródnerczowe u zarodka (góra), narządy powstałe z przewodów u samic (środek) i u samców (dół)

Przewody Müllera (przewody przyśródnerczowe, ang. Müllerian ducts, łac. ductus paramesonephricus) – para przewodów wykształcających się w embriogenezie z nabłonka mezodermalnego, w wyniku wgłobienia wtórnej jamy ciała. Przewody przyśródnerczowe biegną równolegle z przewodami śródnerczowymi (Wolffa). Rozwijają się z nich żeńskie narządy płciowe.

## Rozwój
U samic, które nie wytwarzają wystarczających ilości testosteronu i hormonu anty-müllerowskiego (AMH), przewody te mogą się swobodnie rozwijać. Górne odcinki tych przewodów przyjmują położenie poziome, natomiast dolne – pionowe. Poziome odcinki przekształcają się ostatecznie w jajowody. Przewody Müllera są w tym odcinku zarodka otwarte do wtórnej jamy ciała (która przekształci się w otrzewną), jajowody w konsekwencji również pozostaną otwarte. Stan ten utrzyma się dalej, jako ujście jajowodu brzuszne skierowane w kierunku jajników. W dolnej części przewody lewy i prawy łączą się ze sobą, zanika przegroda i tworzy się kanał maciczno-pochwowy, z którego ostatecznie wykształcą się macica i górna część pochwy. U samców przewody ulegają uwstecznieniu, tworząc narządy szczątkowe: przyczepek jądra i łagiewkę sterczową.

## Historia
Struktury te opisał jako pierwszy niemiecki fizjolog Johannes Peter Müller w pracy „Bildungsgeschichte der Genitalien” z 1830 roku.